# Lesjöfors
Lesjöfors ist ein Ort (tätort) in der Gemeinde Filipstad in der Provinz Värmlands län in Schweden.
Der Ort liegt etwa 40 Kilometer nördlich von Filipstad am See Lesjön. Lesjöfors ist ein wichtiger Knoten und kleiner Industrieort im nördlichen Teil der Gemeinde Filipstad. Der Riksväg 26 sowie die Inlandsbahn durchqueren den Ort. Die Inlandsbahn ist in diesem Bereich allerdings stillgelegt und kann nur in Teilen von Draisinen genutzt werden.
Der Stahlkonzern Lesjöfors AB war bis zur Insolvenz 1985 der größte Arbeitgeber. Seit der Schließung des Werkes ist die Einwohnerzahl stark gesunken.
Bekannt ist Lesjöfors für seinen Sportverein Lesjöfors IF, der in den 1950er- bis 1970er-Jahren erstklassig in Bandy war, sowie seine Esperanto-Schule.

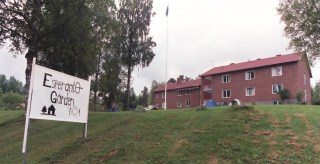
Esperanto-Garten